# Prosper Lucas
Prosper Lucas (Saint-Brieuc, 4 de Novembro de 1808 — 2 de Abril de 1885) foi um médico francês, especializada na área da psiquiatria e do estudo da doença mental, que se notabilizou como um dos poneiros da teoria da hereditariedade e um dos percursores das teorias da eugenia e da degenerescência. Foi irmão do naturalista Hippolyte Lucas (1814-1899). 

## Biografia
Formou-se em medicina na Universidade de Paris (Faculté de Médecine de Paris) defendendo, a 28 de Agosto de 1833, uma tese intitulada De l'imitation contagieuse ou de la propagation sympathique des névroses et des mouvements (Da imitação contagiosa ou da propagação por simpatia da neuroses e dos movimentos), enveredando por uma carreira no campo da psiquiatria.
Foi sucessivamente médico dos alienados internados no Hospital Bicêtre (1864), onde substituiu Louis-Victor Marcé, e depois médico chefe da divisão femenina do Asilo Sainte-Anne de Paris (1867 a 1879). Em 1882 foi nomeado director médico do asilo de alienados de Le Mans.
Notabilizou-se com a publicação da obra Traité philosophique et physiologique de l'hérédité naturelle dans les états de santé et de maladie du système nerveux, avec l'application méthodique des lois de la procréation au traitement général des affections dont elle est le principe. Ouvrage où la question est considérée dans ses rapports avec les lois primordiales, les théories de la génération, les causes déterminantes de la sexualité, les modifications acquises de la nature originelle des êtres, et les diverses formes de névropathie et d'aliénation mentale (Tratado filosófico e fisiológico da hereditariedade natural nos estados de saúde e de doença do sistema nervoso, com a aplicação metódica das leis da procriação ao tratamento geral das afecções em que é a causa. Obra onde a questão é considerada nas suas relações com as leis primordiais, as teorias da geração, as causas determinantes da sexualidade, as modificações adquiridas da natureza original dos seres e as diversas formas de neuropatia e de alienação mental). Charles Darwin escreveu na sua obra The Origin of Species (1859) que este trabalho de Prosper Lucas era o mais completo e o melhor sobre o tema.
Prosper Lucas foi um dos inspiradores da teoria da degenerescência depois sintetizada por Bénédict Augustin Morel.
As suas teorias inspiraram Émile Zola para o seu romance Le Docteur Pascal (O doutor Pascal).

## Publicações
- Prosper Lucas: Traité philosophique et physiologique de l'hérédité naturelle dans les états de santé et de maladie du système nerveux, 1847( T.I) - 1850